# 216319 Sanxia
216319 Sanxia este o planetă minoră (asteroid) din centura de asteroizi. A fost descoperită pe 10 octombrie 2007 la Xuyi County⁠(d) de Observatorul de pe Muntele Purpuriu⁠(d) și a fost numită după China Three Gorges University⁠(d). 
Obiectul prezintă o orbită caracterizată de o semiaxă mare de 2,6149570099993 UAi, o excentricitate de 0,09849351698296, o înclinație de 15,916826395621 ° în raport cu ecliptica.